# Fort Valley
Fort Valley es un 
ciudad ubicado en el condado de Peach en el estado estadounidense de Georgia. En el censo de 2000, su población era de 380.

## Demografía
En el 2000 la renta per cápita promedia del hogar era de $19,646, y el ingreso promedio para una familia era de $24,206. El ingreso per cápita para la localidad era de $10,815. Los hombres tenían un ingreso per cápita de $27,016 contra $20,110 para las mujeres.

## Geografía
Fort Valley se encuentra ubicado en las coordenadas 32°33′12″N 83°53′28″O / 32.55333, -83.89111 (32.553392, -83.890996).
Según la Oficina del Censo, la localidad tiene un área total de 13,6 km² (5,3 mi²), de la cual 13,6 km² (5,3 mi²) es tierra y 0 km² (0 mi²) (0.00%) es agua.